# بيتي آن كينيدي
بيتي آن كينيدي (بالإنجليزية: Betty Ann Kennedy)‏ هي لاعبة الجسر ‏ أمريكية، ولدت في 13 مارس 1930، وتوفيت في 30 أكتوبر 2016.